# Adalia (kommun i Spanien)
Adalia är en kommun i Spanien.   Den ligger i provinsen Provincia de Valladolid och regionen Kastilien och Leon, i den centrala delen av landet, 180 km nordväst om huvudstaden Madrid. Arean är 16,2 kvadratkilometer.
Terrängen i Adalia är platt.